# 羅姆福德 (英國國會選區)

選區在大倫敦的位置

羅姆福德（英語：Romford），英國國會一自治市選區，包括大倫敦東北部黑弗靈區西北部的八個地方選區。
始設於1885年。早期是一個游離選區，但自2001年起保守黨所得的支持日益穩固。在2010年大選中，當區議員的人安德魯·羅森戴爾以56.0%選票當選連任。